# 阿尔瓦里斯马沙杜
阿尔瓦里斯马沙杜是巴西圣保罗州的一个市镇。总面积346.283平方公里，总人口25467人，人口密度73.5人/平方公里。